# Roland Paetzold
Roland Paetzold (* 13. Juli 1931 in Ober-Großhartmannsdorf, Schlesien; † Juli 1982 im Riesengebirge) war ein deutscher Chemiker.
Paetzold studierte Chemie an der TU Dresden und wurde dort 1958 bei Arthur Simon promoviert. Seine Dissertation behandelte Untersuchungen an seleniger Säure, deren Salzen und Estern mit Raman- und Infrarotspektroskopie. 1963 habilitierte er sich mit einer Arbeit über Selen-Sauerstoffverbindungen. Nachfolgend wurde er Hochschuldozent an der Universität Jena und ab 1965 zum Professor für Analytische und Anorganische Chemie berufen. Seine Vorgänger waren dort Franz Hein und Lothar Kolditz. 1967 wurde er Fachrichtungsleiter Chemie und 1968 Leiter der neu geschaffenen Sektion Chemie. Er galt als ausgezeichneter akademischer Lehrer. 1982 beging er Suizid.
Bis 1970 befasste er sich mit der Chemie des Selens, dessen Verbindungen er mit verschiedenen molekülspektroskopischen Methoden untersuchte. Danach baute er die Photochemie in Jena auf, wobei er neben Grundlagenforschung auch mit dem VEB Photochemischen Kombinat Wolfen zusammenarbeitete.
1970 wurde er Mitglied der Leopoldina und 1977 der Sächsischen Akademie der Wissenschaften.